# Róża Nowotna-Walcowa
Róża Nowotna-Walcowa (ur. 15 lutego 1922 w Zakopanem, zm. 12 lipca 2015) – polska działaczka podziemia niepodległościowego w czasie II wojny światowej, uczestniczka powstania warszawskiego w ramach Sanitariatu Okręgu Warszawskiego Armii Krajowej, doktor nauk medycznych, internistka i diabetolog, działaczka opozycji demokratycznej w okresie PRL.

## Życiorys
Pochodziła z rodziny lekarskiej. W czasie II wojny światowej pracowała w Biurze Informacyjnym Polskiego Czerwonego Krzyża (PCK), a także w krakowskim szpitalu jenieckim. Podczas powstania warszawskiego służyła jako sanitariuszka i łączniczka w szpitalu wojennym przy ul. Poznańskiej 11 w ramach Sanitariatu Okręgu Warszawskiego AK – „Bakcyl”. 12 sierpnia poślubiła lekarza ze szpitala polowego w którym służyła – Jana Walca ps. „Jasio”. W 1947 roku ukończyła studia na Wydziale Lekarskim UW, natomiast w 1961 roku uzyskała stopień doktora nauk medycznych. Była pracownikiem I Kliniki Chorób Wewnętrznych Szpitala Dzieciątka Jezus w Warszawie (1947–1951), III Kliniki Chorób Wewnętrznych Akademii Medycznej w Warszawie (1951–1967), a w latach 1967–1991 piastowała funkcję zastępcy ordynatora Oddziału Chorób Wewnętrznych Szpitala Praskiego.
Podczas obrad Okrągłego Stołu działała w Podzespole ds. Zdrowia z ramienia opozycyjno-solidarnościowej. Był laureatką Medalu Gloria Medicinae przyznanego jej w 2003 roku przez Polskie Towarzystwo Lekarskie. Jej synem był krytyk literacki Jan Walc. Pochowana na cmentarzu ewangelicko-reformowanym w Warszawie (kwatera T-1-3).

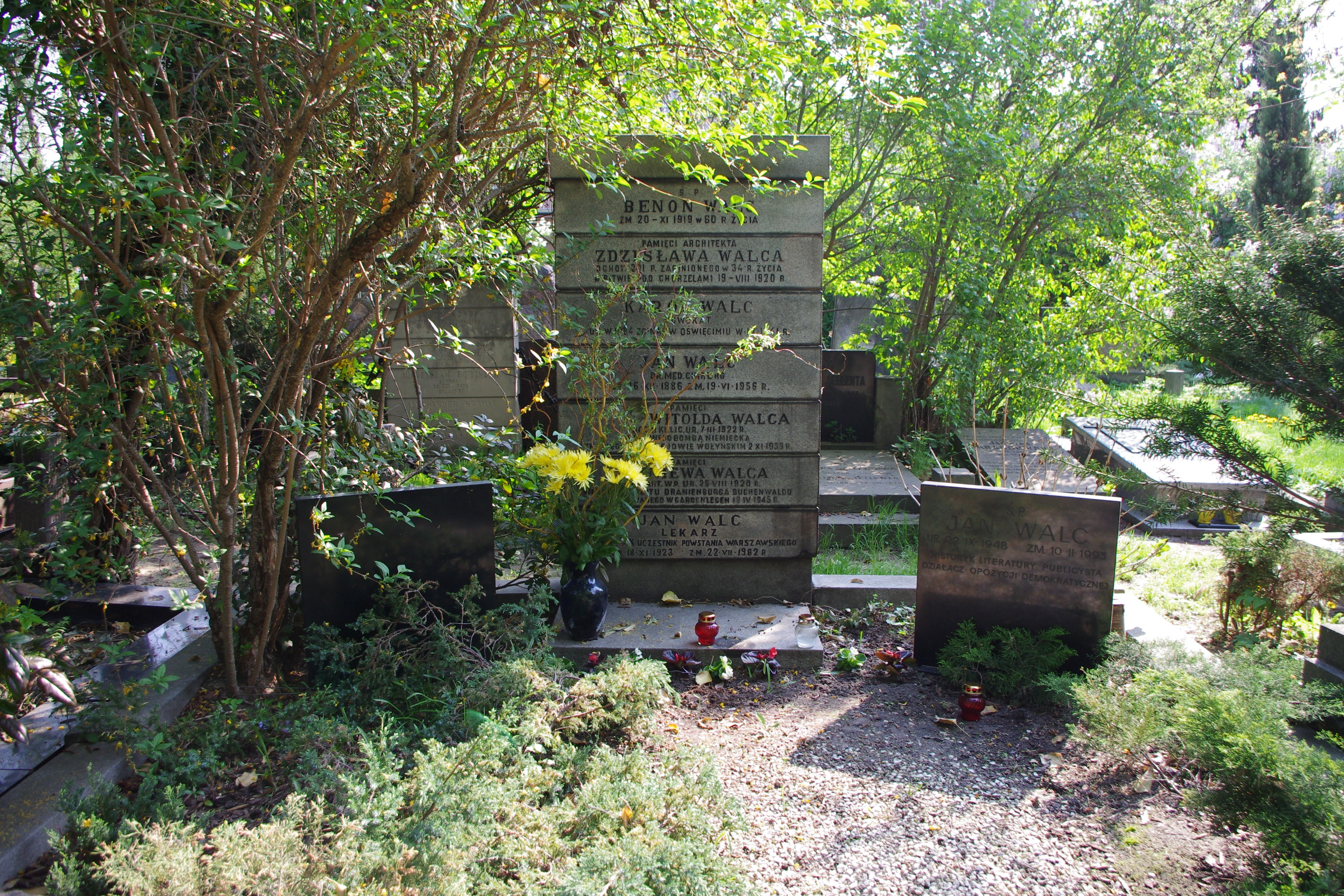
Grób Jana i Róży Walców na Cmentarzu ewangelicko-reformowanym w Warszawie